# Modelltheorie
Die Modelltheorie ist ein Teilgebiet der mathematischen Logik. Inhalt der Modelltheorie sind die Beziehungen zwischen den rein formalen Ausdrücken einer Sprache (syntaktische Ebene) und deren Bedeutung (semantische Ebene). Diese Beziehung wird über sogenannte Interpretationen und eine als Erfüllungsrelation bezeichnete mathematische Relation hergestellt.
Ganz allgemein gesprochen beschäftigt sich die Modelltheorie mit der Konstruktion und der Klassifikation von allen (möglichen) Strukturen und Klassen von Strukturen, im Besonderen mit solchen Strukturen, die axiomatisierbaren Sprachen oder Theorien entsprechen. Dabei geht es u. a. um die Aufgabe, Modelle für ein vorgegebenes Axiomensystem zu konstruieren – oft geht es um Modelle mit zusätzlichen Eigenschaften, die im Axiomensystem aber nicht spezifiziert werden können, z. B. die Kardinalität des Modells. Weiterhin beschäftigt sich die Modelltheorie mit der Äquivalenz von Modellen, etwa der Frage, ob in ihnen die gleichen Aussagen gelten, und der Frage, wie viele (nichtisomorphe) Modelle eines Axiomensystems es gibt.

## Grundbegriffe der Modelltheorie
Ein Modell im Sinn der Modelltheorie ist eine mit einer gewissen Struktur versehene Menge (Universum, Individuenbereich, Trägermenge  oder Domäne genannt), auf die eine Menge von Aussagen zutrifft.
Dass die Trägermenge {\displaystyle ~{\mathcal {U}}~} eine Struktur habe, bedeutet, dass gewisse Relationen auf  {\displaystyle ~{\mathcal {U}}~}  definiert sind, also Teilmengen kartesischer Produkte  {\displaystyle ~{\mathcal {U}}^{k},~k\in \mathbb {N} }. Das Tupel aus Universum {\displaystyle ~{\mathcal {U}}~} und den Relationen heißt Struktur. Eine Struktur heißt Modell einer Aussage, falls die Aussage als eine Aussage über die Struktur interpretierbar ist und dort erfüllt wird.
Beispiel. Zu den einfachsten Strukturen zählen Graphen. Ein Graph {\displaystyle G} ist ein Tupel {\displaystyle G=(V,E)} mit {\displaystyle E\subseteq V^{2}}. Das Universum wäre hier {\displaystyle V} und die (in diesem Fall einzige) Relation wäre {\displaystyle E}. Um eine Aussage wie „Julian und Chelsea sind Freunde“ in {\displaystyle G} zu interpretieren, könnte man (in diesem Fall müsste man, da es keine andere Relation gibt) {\displaystyle E} als Freundschaftsrelation interpretieren; Julian und Chelsea müssten mit Individuen {\displaystyle v_{1},v_{2}} aus dem Universum {\displaystyle V} identifiziert werden. Falls dann {\displaystyle (v_{1},v_{2})\in E}, wäre die Aussage in der Struktur {\displaystyle (V,E)} erfüllt und {\displaystyle G} wäre ein Modell für die Aussage. Falls aber {\displaystyle E} leer wäre, gäbe es keine Möglichkeit, {\displaystyle v_{1},v_{2}} so zu wählen, dass sie Freunde sind, und die Aussage wäre in dieser Struktur {\displaystyle G=(V,E)} nicht erfüllt.
Allgemeiner wird nicht nur eine Aussage, sondern eine Menge von Aussagen in einer Sprache betrachtet. Die Modelltheorie beschäftigt sich mit den Fragen, welche Modelle jede Aussage der Menge erfüllen und ob die Menge überhaupt ein Modell hat.
Die erste Schwierigkeit ist die Entscheidung, welche Strukturen für die Aussagen einer Sprache als Modelle in Frage kommen. Dafür wurde der Begriff der Signatur eingeführt, der jeden Aussagensatz der Sprache in Subjekt und Prädikat aufzuteilen sucht. Subjekte könnten Eigennamen (jede Sprache spricht über gewisse Objekte und benutzt manchmal dafür Eigennamen), Variablen (sozusagen Pronomen, sie sind keine Eigennamen, beziehen sich aber auf die Objekte, über die die Sprache spricht) oder Terme (andere mögliche Subjekte) sein. Die Grundidee in der Modelltheorie ist, 
- Variablen mit nullstelligen Relationen,
- Eigennamen mit einstelligen Relationen, die nur ein Element enthalten,
- Terme mit Funktionen (das sind linkstotale, rechtseindeutige Relationen) und
- Prädikate mit den übrigen Relationen

zu assoziieren. Wie allgemein die Definitionen gemacht werden, hängt vom Kontext ab: In der Kategorientheorie versucht man sehr allgemein vorzugehen, in der Informatik deutlich weniger allgemein, in der Mathematik beschränkt man sich oft auf eine einzige Sprache (die Prädikatenlogik erster Stufe). Daher gibt es keine einheitlichen Definitionen, für Details sei auf die Haupteinträge verwiesen.

### Signatur
Eine Signatur {\displaystyle \sigma } ist ein Tupel {\displaystyle \sigma =(R,F,K,Ar)} bestehend aus drei Mengen und einer Funktion.
- {\displaystyle R} ist die Menge der Symbole für Relationen,
- {\displaystyle F} ist die Menge der Symbole für Funktionen,
- {\displaystyle K} ist die Menge der Symbole für Konstanten,
- {\displaystyle Ar} ist eine Funktion, die jedem Symbol eine Stelligkeit (engl. arity) zuordnet.

Die Mengen {\displaystyle R,F} und {\displaystyle K} müssen paarweise disjunkt sein, dürfen aber auch leer sein. Im Prinzip dürfen sie auch unendlich sein, aber in aller Regel sind sie endlich. Die Elemente aus {\displaystyle R\cup F\cup K} nennt man nichtlogische Symbole.

### Struktur
Sei {\displaystyle \sigma =(R,F,K,Ar)} eine Signatur. Eine {\displaystyle \sigma }-Struktur {\displaystyle {\mathcal {A}}} ist ein Tupel bestehend aus:
- einer nichtleeren Menge {\displaystyle {\mathcal {U}}}, dem Universum,
- einer {\displaystyle k}-stelligen Relation {\displaystyle r\subseteq {\mathcal {U}}^{k}} für jedes {\displaystyle k}-stellige Relationssymbol aus {\displaystyle R},
- einer {\displaystyle k}-stelligen Funktion {\displaystyle f\subseteq {\mathcal {U}}^{k}\times {\mathcal {U}}} für jedes {\displaystyle k}-stellige Funktionssymbol aus {\displaystyle F},
- einem Element {\displaystyle c\in {\mathcal {U}}^{1}} für jedes Konstantensymbol aus {\displaystyle K}.

### Interpretation
Sei {\displaystyle L} eine Sprache mit Variablen, Eigennamen, Termen und Prädikaten. Eine Interpretation von {\displaystyle w\in L} in einer Struktur {\displaystyle {\mathcal {A}}} ist eine Zuordnung
- der Individuennamen auf die Konstanten von {\displaystyle {\mathcal {A}}},
- der Terme auf die Funktionen von {\displaystyle {\mathcal {A}}},
- der Prädikate auf die übrigen Relationen von {\displaystyle {\mathcal {A}}}.

Eine Belegung ist eine Zuordnung
- der Variablen auf das Universum von {\displaystyle {\mathcal {A}}}.

Eine Interpretation ist also möglich, falls die Sprache zur Signatur passt. Durch die Interpretation und die Belegung wird {\displaystyle w} zu einer Aussage über die Struktur {\displaystyle {\mathcal {A}}}. Meistens wird die Belegung als Teil der Interpretation definiert.

### Modell und die Erfüllbarkeitsrelation
Sei {\displaystyle L} eine beliebige Sprache und {\displaystyle T\subseteq L} eine Teilmenge der Sprache. Eine Struktur {\displaystyle {\mathcal {A}}} heißt Modell von {\displaystyle T}, falls es eine Interpretation (mit einer Belegung) gibt, sodass jedes Element aus {\displaystyle T} einer Aussage entspricht, die in der Struktur erfüllt ist. Symbolisch: {\displaystyle {\mathcal {A}}\models T}, gesprochen: {\displaystyle {\mathcal {A}}} erfüllt {\displaystyle T}, oder auch, {\displaystyle T} ist wahr in {\displaystyle {\mathcal {A}}}.

### Modelltheoretische Folgerung
Man sagt, eine Aussage {\displaystyle \phi _{2}} folge modelltheoretisch aus einer Aussage {\displaystyle \phi _{1}}, falls jedes Modell von {\displaystyle \phi _{1}} auch ein Modell für {\displaystyle \phi _{2}} ist; symbolisch: {\displaystyle \phi _{1}\models \phi _{2}}.
Die Folgerungsrelation {\displaystyle \models } wird dann auf beliebige Aussagemengen erweitert: Eine Aussagenmenge {\displaystyle \Phi _{2}} folgt modelltheoretisch aus einer Aussagenmenge {\displaystyle \Phi _{1}}, falls jedes Modell von {\displaystyle \Phi _{1}} ein Modell für {\displaystyle \Phi _{2}} ist; symbolisch: {\displaystyle \Phi _{1}\models \Phi _{2}}.
Unter der Theorie eines Modells versteht man die Menge aller Aussagen, die in ihm gelten. Jede Theorie {\displaystyle T} eines Modells ist vollständig, das heißt, zu jeder Aussage {\displaystyle \varphi } ist entweder {\displaystyle \varphi \in T} oder {\displaystyle \neg \varphi \in T}.

## Zur Bedeutung von Modellen
- Eine Axiomenmenge lässt sich oft einfacher als Theorie eines Modells angeben als in einer aufzählenden Form.
- Die Existenz eines Modells beweist, dass sich die Axiome nicht widersprechen, sie sind also konsistent. Eine Logik hat die Eigenschaft der Vollständigkeit, falls umgekehrt jede konsistente Aussagenmenge ein Modell hat (dies gilt für die Prädikatenlogik erster Stufe, siehe weiter unten).
- Existieren sowohl Modelle mit einer gewissen Eigenschaft als auch solche, die diese Eigenschaft nicht haben, so ist damit die logische Unabhängigkeit der Eigenschaft von den Axiomen bewiesen, d. h., diese Eigenschaft folgt nicht aus den Axiomen und lässt sich auch nicht auf Grundlage der Axiome widerlegen.
- Jeder Satz einer formalen Sprache induziert eine Menge endlicher Modelle, die ihn erfüllen. So kann man jede Sprache als die Vereinigung aller Modelle, die von den Sätzen der Sprache erfüllt werden, betrachten. Eine Sprache heißt dann in einer Logik definierbar, wenn es einen Satz der Logik gibt, der von derselben Menge von Modellen erfüllt wird. In der deskriptiven Komplexitätstheorie wird der Zusammenhang zwischen der Komplexitätsklasse einer Sprache und ihrer Definierbarkeit in gewissen Logiken untersucht.

## Beispiele für Modelle

### Dichte Ordnungen
Die geordnete Menge der rationalen Zahlen ist ein Modell für die Axiome der dichten offenen strengen Totalordnungen:
1. {\displaystyle \forall x,y(x<y\vee x=y\vee y<x)} (Trichotomie)
2. {\displaystyle \forall x,y[x<y\rightarrow \neg (y<x)]} (Antisymmetrie)
3. {\displaystyle \forall x,y,z(x<y\wedge y<z\rightarrow x<z)} (Transitivität)
4. {\displaystyle \forall x\exists y,z(y<x\wedge x<z)} (Offenheit)
5. {\displaystyle \forall x,y[x<y\rightarrow \exists z(x<z\wedge z<y)]} (Dichtheit)

Die geordnete Menge der reellen Zahlen und alle Teilmengen der reellen Zahlen, die die rationalen Zahlen enthalten, sind Modelle.
Die Theorie der dichten offenen strengen Totalordnungen ist ein Standardbeispiel in der Modelltheorie. Sie hat u. a. folgende Eigenschaften:
- Sie ist endlich axiomatisierbar, hat aber keine endlichen Modelle.
- Sie ist vollständig und modellvollständig.
- Alle abzählbaren Modelle sind isomorph (zum Beweis), in überabzählbaren Kardinalzahlen gibt es nicht isomorphe Modelle. In der Sprache der Modelltheorie heißt das: Sie ist {\displaystyle \omega }-kategorisch, aber nicht kategorisch in überabzählbaren Kardinalzahlen: Ist {\displaystyle \kappa } eine überabzählbare Kardinalzahl, so hat diese Theorie {\displaystyle 2^{\kappa }} nicht-isomorphe Modelle der Mächtigkeit {\displaystyle \kappa }.
- Sie ist der (eindeutig bestimmte) Modellbegleiter der Theorie der linearen Ordnung.
- Sie besitzt mit den rationalen Zahlen ein Primmodell. (Das ist ein Modell, das in jedes andere Modell elementar eingebettet werden kann.)
- Jedes Modell ist atomar.
- Sie hat Quantorenelimination.
- Sie ist nicht stabil.

### Einelementige Universen
Das einelementige Universum, das nur die Konstante c enthält, ist ein Modell für das Axiom
{\displaystyle \forall x:x=c} über der Signatur {\displaystyle \sigma =\{c\}}.

### Ein Beispiel für zweielementige Modelle
Wie kann ein Modell für die folgende Menge von Aussagen über {\displaystyle \sigma =\{c,R\}} aussehen ({\displaystyle c} sei eine Konstante, {\displaystyle R} sei eine zweistellige Relation)?
1. {\displaystyle \forall x,y,z\,[(x=y)\vee (y=z)\vee (x=z)]}
2. {\displaystyle \exists x,y\,xRy}
3. {\displaystyle \neg \exists x\,xRx}
4. {\displaystyle \forall x,y\,[xRy\rightarrow \neg (yRx)]}

Die erste Aussage bestimmt, dass das Universum maximal zwei Elemente enthält, die zweite und dritte Aussage zusammen gelten nur, wenn es zwei Elemente enthält.
Es gibt bis auf Isomorphie nur zwei Modelle (wobei wir das Universum {\displaystyle U=\{a,b\}} zugrunde legen):
{\displaystyle M_{1}:} {\displaystyle U=\{a,b\},} {\displaystyle c=a,} {\displaystyle R=\{(a,b)\}} und
{\displaystyle M_{2}:} {\displaystyle U=\{a,b\},} {\displaystyle c=a,} {\displaystyle R=\{(b,a)\}}
Das Modell
{\displaystyle M_{3}:} {\displaystyle U=\{a,b\},} {\displaystyle c=b,} {\displaystyle R=\{(a,b)\}}
ist isomorph zu {\displaystyle M_{2}}. (Es gibt eine Isomorphie, die {\displaystyle a} auf {\displaystyle b} abbildet und {\displaystyle b} auf {\displaystyle a}.)

### Nichterfüllbare Axiome
Die Aussagenmenge
1. {\displaystyle \forall x\,xRx}
2. {\displaystyle \exists x\,\neg (xRx)}

ist nicht erfüllbar, das heißt, sie hat kein Modell.

## Wichtige Sätze der Modelltheorie
Es konnten Kriterien für Aussagenmengen der Prädikatenlogik erster Stufe gefunden werden, die die Existenz von Modellen garantieren.
- So besagt etwa der Gödelsche Vollständigkeitssatz, dass jede syntaktisch konsistente Theorie (also jede Menge von geschlossenen Formeln, aus der kein logischer Widerspruch herleitbar ist) ein Modell hat.
- Der Kompaktheitssatz besagt, dass ein (unendliches) Axiomensystem genau dann ein Modell hat, falls jedes endliche Teilsystem ein Modell hat.
- Der Satz von Löwenheim-Skolem sagt darüber hinaus aus, dass jede Theorie (in einer abzählbaren Sprache der Prädikatenlogik), die überhaupt ein unendliches Modell hat, auch ein Modell jeder unendlichen Kardinalität hat.

## Endliche Modelltheorie
Die Endliche Modelltheorie ist ein Teilbereich der Modelltheorie, der auf die Eigenschaften logischer Sprachen (wie etwa der Prädikatenlogik) sowie auf endliche Strukturen wie etwa endliche Gruppen, Graphen und die meisten Maschinenmodelle fokussiert ist. Ein Schwerpunkt liegt dabei insbesondere in den Beziehungen zwischen logischen Sprachen und der Berechenbarkeitstheorie. Weiterhin bestehen enge Bezüge zur diskreten Mathematik, zur Komplexitätstheorie und zur Theorie der Datenbanken.
Typische Fragen in der endlichen Modelltheorie sind, zu welchen Kardinalitäten sich für ein gegebenes Axiomensystem Modelle schaffen lassen. So ist diese Frage für die Körperaxiome vollständig geklärt: Primzahlen und Primzahlpotenzen sind die alleinigen Kardinalitäten endlicher Modelle. Diese Menge natürlicher Zahlen heißt dann Spektrum der Körperaxiome.
Es ist bisher ungeklärt, ob das Komplement eines Spektrums stets wieder ein Spektrum ist: Gesucht ist also eine Axiomenmenge dergestalt, dass alle endlichen Modelle eine Kardinalität im Komplement des Spektrums besitzen. Diese Frage hängt auch mit dem P-NP-Problem aus der Komplexitätstheorie zusammen.

## Zur Geschichte der Modelltheorie
Die Ursprünge der Modelltheorie finden sich in der Algebra des 19. Jahrhunderts, so wie sie im umfangreichen Werk von Ernst Schröder: Vorlesungen über die Algebra der Logik (1890–1905) dargestellt wird. Zentral war der Individuenbereich (damals auch Denkbereich genannt), auf den man einen algebraisch Ausdruck anwandte. Schröder führte auch den Begriff der Struktur ein. Aber die Begriffe blieben undefiniert. Diese Tradition setzte sich selbst bei logisch-axiomatisch veranlagten Mathematikern wie Ernst Zermelo fort, der bei der Axiomatisierung der Mengenlehre den Begriff Individuenbereich ebenfalls ohne Definition lässt, obwohl seine Axiomatisierung auf dem Begriff gründete. Selbst Albert Thoralf Skolem, der einige Begriffe Zermelos zu präzisieren suchte, verwendete den Begriff ohne weitere Erklärung.
Der wohl erste Versuch einer Formalisierung findet sich bei Rudolf Carnap. Aber die moderne Modelltheorie weicht in wichtigen Punkten von seiner Auffassung ab. Er bezog Modelle (wie damals üblich) auf Axiomensysteme und nicht auf Aussagenmengen, sodass ein Axiomensystem schon dann ein Modell hatte, wenn die Axiome des Systems erfüllt sind. Das ist aus wichtigen Gründen in der modernen Auffassung nicht mehr notwendig. Carnap verstand unter einem Modell für die axiomatischen Grundzeichen eines gegebenen Axiomensystems bezüglich eines gegebenen Individuenbereichs {\displaystyle ~{\mathcal {U}}~} Folgendes: eine Bewertung für diese Zeichen derart, dass sowohl der Bereich {\displaystyle ~{\mathcal {U}}~} als auch die Bewertung ohne Gebrauch deskriptiver Konstanten angegeben wird. Ein Modell für die Grundzeichen heißt ein Modell für ein Axiomensystem, wenn es alle Axiome erfüllt, d. h., wahr macht.
Der Durchbruch zum modernen Verständnis kam durch Alfred Tarski, der die Semantik eines Axiomensystems von seiner Syntax trennte und der Semantik den Vorrang vor der Syntax einräumte: Eine syntaktische Folgerung ist korrekt, wenn sie semantisch erfüllt ist. Als weitere wichtige Meilensteine gelten die Herbrand-Struktur von Jacques Herbrand (1930) und die Wahrheitsdefinition von Tarski und Robert Vaught in Arithmetical extensions of relational systems (1956), die einige Unzugänglichkeiten von Tarskis ursprüngliche Wahrheitsdefinition der 1930er Jahre aufhob. Besonders wichtig für die Anwendungen in der Algebra waren die Arbeiten von Anatoli Malzew, der bereits ab 1936 Sprachen mit überabzählbar vielen logischen Symbolen einbezog.